# Командная игра (Доктор Хаус)
«Командная игра» (англ. «Teamwork») — восьмой эпизод шестого сезона сериала «Доктор Хаус».

## Содержание
Во время съёмок порнофильма у актёра Гарри начинается сильная боль в глазах. Кэмерон предлагает Чейзу освободиться и уйти работать в другую больницу, так как всё здесь напоминает о Дибале. Чейз соглашается. Хаус понимает, что ему нужна команда, которая не будет состоять из одного Формана, поэтому старается вернуть Тауба и Тринадцатую. Тауб не хочет возвращаться, но думает, что проблема в мозге[уточнить]. Тринадцатая также не желает работать на Хауса.
Форман считает, что у пациента церебральный васкулит. Хаус приказывает начать лечение и сделать ЭМНГ, биопсию нервов и ангиографию мозга. Форман понимает, что сам не справится и просит Кэмерон и Чейза остаться хотя бы до конца дела. Кэмерон думает, что у Гарри дефицит витамина D. Чейз соглашается с ней и, несмотря на просьбы Формана сделать ангиографию мозга, проводит облучения ультрафиолетом и вводит пациенту витамин D. Во время облучения у Гэрри возникает кровотечение из носа и патахиальное кровоизлияние. Кэмерон считает, что у мужчины менингококковая инфекция и Хаус говорит начать лечение. Лечение не помогает, поскольку у пациента повышается температура. Хаус снова идет к Таубу, но он твердо стоит на своем. Однако он полагает, что большое количество бактерий заблокировала кровеносные сосуды. Если их удалить — лечение от менингококка подействует. Но у мужчины начинает отказывать печень, что говорит о том, что это не менингококк.
Чейз думает, что у пациента склерозирующий холангит и Хаус назначет сделать пациенту РХПГ. Также Хаус говорит начать искать донора, поскольку болезнь очень скоро может разрушить печень. При осмотре поджелудочной железы команда понимает, что печень Гарри заполнена глистами, что указывает на стронгилоидоз. Однако вскоре легкие Гарри начинают наполняться жидкостью, печень по-прежнему отказывает. Хаус считает, что у него лимфома и приказывает подготовить Гарри к химиотерапии. У пациента возникает остановка сердца и кровь попадает в мочу. Хаус думает, что пациенту нужно провести пересадку костного мозга, поэтому приказывает провести облучение. Но Тауб и Тринадцатая понимают, что ухудшение состояния произошло именно после уничтожения глистов. На самом деле они помогали пациенту от болезни Крона. Команда начинает лечение. Тауб и Тринадцатая решают вернуться в команду, а Чейз остаться. Однако Кэмерон окончательно уходит. Она говорит Хаусу, что была влюблена в него, а также бросает Чейза.

## Музыка
- The Whitest Boy Alive — «Golden Cage»
- Jets Overhead — «Where Did You Go?»

## Эфир и рейтинги
Эпизод «Командная игра» вышел в эфир на телеканале Fox 16 ноября 2009 года. Примерно количество зрителей, смотревших первый показ, оценивается в 12,67 миллиона человек.